# Kanał Dźwiński
Kanał Dźwiński – ciek o długości 6,2 km i powierzchni zlewni wynoszącej 25,6 km² (dane IMGW), lewostronny dopływ Obry, uchodzący do niej w 111,1 km. Łączy Północny Kanał Obry z Obrzycą (Obrzyca wypływa z jeziora Sławskiego, przepływa przez jezioro Rudno, a poniżej niego - w km 7,3 - oddziela się od niej Kanał Dźwiński). Ciek płynie na północ i uchodzi do Północnego Kanału Obry w rejonie Kopanicy.